# O Canto da Razão
O Canto da Razão é o primeiro álbum de estúdio do grupo brasileiro de samba Art Popular, lançado em 1993 pelo selo independente Kaskata. O LP vendeu mais de 170 mil cópias e projetou nacionalmente o grupo paulista, que acabou assinando contrato com a gravadora EMI Brasil.

## Faixas
Lado A
1. O Canto Da Razão (Leandro Lehart/Ademir Fogaça)  	3:44
2. Percepção (Leandro Lehart/Tcharlinho/Ademir Fogaça)  	3:42
3. Ôa, Ôa (Canção Do Amor) (Leandro Lehart/Malli)  	4:12
4. União (Leandro Lehart/Ademir Fogaça) 	3:39
5. O Beco (Leandro Lehart/Ademir Fogaça)  	3:54

Lado B
1. Doce Viagem (Leandro Lehart/Ademir Fogaça)  	3:31
2. Amor De Matar (Roberto Mendes/Jorge Portugal)  	2:46
3. Utopia (Leandro Lehart/Valtinho/Malli)  	4:09
4. Teu Cheiro (Leandro Lehart)  	3:34
5. Zé Do Caroço (Leci Brandão)  	3:53

## Integrantes
- Leandro Lehart – vocal, cavaquinho
- Márcio Art – reco-reco
- Tcharlinho – pandeiro
- Marcelo Malli – tantã
- Evandro Costa – repique de mão
- Denilson Pimpolho – tantã